# Louise-Adéone Drölling
Louise-Adéone Drölling, död 1834, var en fransk konstnär. 
Hon är främst känd för sina målade eller tecknade porträtt i en för sin tid konservativ stil. 